# Glinno (Miechucino)
Glinno (dodatkowa nazwa w j. kaszub. Glinno) – część wsi kaszubskiej Miechucino w Polsce, położona w województwie pomorskim, w powiecie kartuskim, w gminie Chmielno, nad Glinnym Jeziorem. Glinno leży na obszarze Pojezierza Kaszubskiego i znajdują się na terenie Kaszubskiego Parku Krajobrazowego. Wchodzi w skład sołectwa Miechucino.
W latach 1975–1998 Glinno administracyjnie należało do województwa gdańskiego.